# Rhytidortalis conformis
Rhytidortalis conformis är en tvåvingeart som först beskrevs av Walker 1853.  Rhytidortalis conformis ingår i släktet Rhytidortalis och familjen bredmunsflugor. Inga underarter finns listade i Catalogue of Life.